# Penestoglossa nigrella
Penestoglossa nigrella är en fjärilsart som beskrevs av Karl Schawerda 1936. Penestoglossa nigrella ingår i släktet Penestoglossa och familjen säckspinnare. Inga underarter finns listade i Catalogue of Life.